# GFI1
GFI1‏ (Growth factor independent 1 transcriptional repressor) هوَ بروتين يُشَفر بواسطة جين GFI1 في الإنسان.